# Atletism la Jocurile Olimpice de vară din 1896 - Aruncarea discului (masculin)
Proba de atletism aruncarea discului masculin de la Jocurile Olimpice de vară din 1896 a avut loc pe 6 aprilie. Au concurat 9 atleți, câte unul din Franța, Suedia, Statele Unite și Marea Britanie, precum și trei greci și doi danezi.
Mulți dintre concurenți nu mai aruncaseră niciodată un disc, deoarece proba nu fusese organizată anterior la o competiție internațională. Robert Garrett din Statele Unite a fost ultimul străin rămas în competiție și, în cele din urmă, i-a învins pe renumiții competitori greci, câștigând a doua medalie de aur din epoca modernă a Jocurilor Olimpice. Garrett se antrenase cu un disc de 10 kilograme, obținând rezultate dezamăgitoare, motiv pentru care decisese inițial să nu participe la jocurile de la Atena (și să concureze doar la aruncarea greutății, probă pe care avea să o câștige a doua zi); la sosire, a aflat că discul oficial cântărea doar două kilograme și a hotărât să participe.. Grecia a ocupat locurile doi (Panagiotis Paraskevopoulos) și trei (Sotirios Versis).

## Context
Aceasta a fost prima apariție a probei, care este una dintre cele 12 probe de atletism organizate la fiecare ediție a Jocurilor Olimpice de vară. Treisprezece atleți s-au înscris, dar doar nouă au luat startul. Sportivii din afara Greciei nu erau familiarizați cu această probă, în timp ce campionii greci (în special Panagiotis Paraskevopoulos) au fost oarecum dezavantajați încercând să adopte „poziții inspirate de statuile antice grecești ale discobolilor’.”

## Formatul competiției
A existat o singură rundă de aruncări. Fiecare concurent a avut trei încercări, iar primii trei clasați au primit încă două aruncări. Aruncările s-au efectuat dintr-o zonă pătrată cu latura de 2 până la 2,5 metri. Discul cântărea 2 kilograme. Teoretic, aruncările trebuiau să fie realizate în stilul statuii Discobolul a lui Miron, dar această regulă nu a fost aplicată strict (în măsura în care ar fi fost posibil).

## Program
| Dată                 | Dată                 | Oră   | Rundă  |
| Gregorian            | Iulian               | Oră   | Rundă  |
| -------------------- | -------------------- | ----- | ------ |
| Luni, 6 aprilie 1896 | Luni, 25 martie 1896 | 16:25 | Finala |

## Rezultate
Ca și în cazul multor evenimente din 1896, rezultatele sunt incomplete și contestate. Lista de mai jos este conform Olympedia. Pagina CIO menționează acești 9 concurenți, plasându-l pe Papasideris pe locul 5, pe Robertson pe locul 6 și pe Sjöberg pe locul 7 (fără a indica un ocupant al locului 4). Raportul oficial menționează 11 competitori, deși nu este clar dacă se referă la cei înscriși sau la cei care au concurat efectiv. Naționalitatea celor doi sportivi suplimentari este indicată ca fiind germană și daneză, astfel încât raportul oficial pare să îi includă pe Schuhmann și Winckler. Megede îl înlocuiește pe Grisel cu un „A. Adler” din Franța, plasându-l pe locul 4, urmează ordinea CIO pentru Papasideris, Robertson și Sjöberg și îi include pe Schuhmann și Winckler printre participanți.
| Loc | Atlet                      | Țară                       | 1          | 2          | 3          | 4                              | 5                              | Distanță   | Note |
| --- | -------------------------- | -------------------------- | ---------- | ---------- | ---------- | ------------------------------ | ------------------------------ | ---------- | ---- |
| 1   | Robert Garrett             | Statele Unite ale Americii | 27,53      | X          | Necunoscut | 28,72                          | 29,15 RO                       | 29,15      | RO   |
| 2   | Panagiotis Paraskevopoulos | Grecia                     | 28,51      | Necunoscut | Necunoscut | 28,88                          | 28,95 RO                       | 28,95      |      |
| 3   | Sotirios Versis            | Grecia                     | Necunoscut | Necunoscut | Necunoscut | Necunoscut                     | Necunoscut                     | 27,78      |      |
| 4   | George S, Robertson        | Marea Britanie             | Necunoscut | Necunoscut | Necunoscut | Nu a avansat în faza următoare | Nu a avansat în faza următoare | 25,20      |      |
| 5–9 | Adolphe Grisel             | Franța                     | Necunoscut | Necunoscut | Necunoscut | Nu a avansat în faza următoare | Nu a avansat în faza următoare | Necunoscut |      |
| 5–9 | Viggo Jensen               | Danemarca                  | Necunoscut | Necunoscut | Necunoscut | Nu a avansat în faza următoare | Nu a avansat în faza următoare | Necunoscut |      |
| 5–9 | Holger Nielsen             | Danemarca                  | Necunoscut | Necunoscut | Necunoscut | Nu a avansat în faza următoare | Nu a avansat în faza următoare | Necunoscut |      |
| 5–9 | Georgios Papasideris       | Grecia                     | Necunoscut | Necunoscut | Necunoscut | Nu a avansat în faza următoare | Nu a avansat în faza următoare | Necunoscut |      |
| 5–9 | Henrik Sjöberg             | Suedia                     | Necunoscut | Necunoscut | Necunoscut | Nu a avansat în faza următoare | Nu a avansat în faza următoare | Necunoscut |      |
| —   | Louis Adler                | Franța                     | NS         | NS         | NS         | NS                             | NS                             | NS         |      |
| —   | Carl Schuhmann             | Germania                   | NS         | NS         | NS         | NS                             | NS                             | NS         |      |
| —   | Charles Vanoni             | Statele Unite ale Americii | NS         | NS         | NS         | NS                             | NS                             | NS         |      |
| —   | Charles Winckler           | Danemarca                  | NS         | NS         | NS         | NS                             | NS                             | NS         |      |